# شدموت ميخولا
شدموت ميخولا (بالعبرية:  שַׁדְמוֹת מְחוֹלָה) (بالإنجليزية: Shadmot Mehola)‏ موشاف استيطاني إسرائيلية، أقيمت عام 1979 في غور الأردن شمال شرق الضفة الغربية على أراضي خربة المالح في محافظة طوباس، وتقع إداريًا ضمن اختصاص مجلس غور الأردن الإقليمي. في عام 2018 كان عدد سكانها 645 مستوطنًا.

## الوضع القانوني
يعتبر المجتمع الدولي المستوطنات الإسرائيلية في الضفة الغربية غير قانونية بموجب القانون الدولي، لكن الحكومة الإسرائيلية تعارض ذلك.